# مارسو استریکان
مارسو استریکان (فرانسوی: Marceau Stricanne‎; ۱ ژانویهٔ ۱۹۲۰ – ۲۵ ژوئیهٔ ۲۰۱۲) بازیکن فوتبال اهل فرانسه بود.
از باشگاه‌هایی که در آن بازی کرده‌است می‌توان به باشگاه فوتبال لو آور و باشگاه فوتبال لیل اشاره کرد.
وی همچنین در تیم ملی فوتبال فرانسه بازی کرده‌است.